# Градиште (Шуменская область)
Градиште (болг. Градище) — село в Болгарии. Находится в Шуменской области, входит в общину Шумен. Население составляет 790 человек.